# Panenský Týnec
Panenský Týnec (in tedesco Jungfernteinitz) è un comune mercato della Repubblica Ceca facente parte del distretto di Louny, nella regione di Ústí nad Labem.